# Cathaemacta cygena
Cathaemacta cygena är en fjärilsart som beskrevs av Louis Beethoven Prout 1910. Cathaemacta cygena ingår i släktet Cathaemacta och familjen mätare. Inga underarter finns listade i Catalogue of Life.